# Javier González de Durana
Javier González de Durana Isusi (Bilbao, 1951) es profesor de Historia Contemporánea en la Universidad del País Vasco desde 1986, especialista en arte. Ha dirigido diversos museos y empresas artísticas.

## Biografía
Licenciado en Filosofía y Letras en 1974 por la Universidad de Deusto (Vizcaya), en 1983 se doctoró en la Universidad Complutense (Madrid). Desde 1986 es Profesor Titular de Historia Contemporánea en la Universidad del País Vasco.
En el campo del arte ha desarrollado numerosos cargos en entidades muy diversas. Así, trabajó con Asesor de Bellas Artes en expedientes de intervención y conservación del Patrimonio Arquitectónico y Monumental para el Departamento de Cultura del Gobierno Vasco, entre 1982 y 1992. Desde 1986 y hasta 2001 formó parte como Vocal del Patronato del Museo de Bellas Artes de Bilbao. Ha dirigido, además, la Sala de Exposiciones Rekalde de Bilbao desde 1992 hasta 2001. Entre 1992 y 1997  perteneció al Consejo de Administración del Consorcio Guggenheim Bilbao. Entre 1995 y 1997 colaboró como asesor en la política de adquisiciones del Museo Guggenheim Bilbao. Desde 2001 a 2008 dirigió el ARTIUM de Álava y desde 2008 al 2011 el Tenerife Espacio de las Artes (TEA). A partir del 2011 hasta el 2014 dirigió el Museo Cristóbal Balenciaga en Guetaria (Guipúzcoa). Desde enero de 2022 es Director Artístico de la Fundación Ortega Muñoz, Extremadura.
Es Académico Correspondiente de la Real Academia de Bellas Artes de San Fernando, Académico Correspondiente Exterior de la Real Academia Canaria de Bellas Artes de San Miguel Arcángel y Amigo de Número de la Real Sociedad Bascongada de Amigos del País.

## Exposiciones
Como comisario de exposiciones, entre otras, ha sido responsable de las siguientes:
- Adolfo Guiard. Museo de Bellas Artes de Bilbao, 1984.
- Luis Paret y Alcázar. Museo de Bellas de Artes de Bilbao, 1991.
- Sol Lewitt. Wall Drawing #700. Sala de Exposiciones Rekalde, 1992.
- Julian Schnabel, Sala de Exposiciones Rekalde, Bilbao; Palacio Revillagigedo, Gijón; Instituto de América, Santa Fe, Granada; y Herning Art Museum (Dinamarca), 1994-95.
- Procedencia: Colección privada (...) País Vasco, Sala de Exposiciones REKALDE, Bilbao, 1997.
- La torre herida por el rayo. Lo imposible como meta. Museo Guggenheim Bilbao, 2000.
- Sueños mecánicos. Maquinismo y estética industrial. Sala de Exposiciones Rekalde, Bilbao, 2000.
- 7 x 7 x 7, Sala de Exposiciones Rekalde, Bilbao, 2000.
- Angel Larroque, 1874-1961. Un pintor, el olvido y la memoria. Museo de Bellas Artes de Bilbao, 2003.
- Agrupémonos todos: gregarismo, ocio y otros motivos de reunión. MARCO, Vigo, y Artium, Vitoria, 2003.
- Joan Fontcuberta. La isla de los vascos. Artium Vitoria, 2003.
- Laocoonte devorado. Arte y violencia política. Artium Vitoria; DA2, Salamanca; y Centro José Guerrero, Granada, 2004-05.
- La obra maestra desconocida, según Balzac. Artium Vitoria, 2006.
- Landscapes / Tenerife. Thomas Ruff. TEA Tenerife Espacio de las Artes, Santa Cruz de Tenerife, 2009.
- Indagaciones y Miradas. TEA Tenerife Espacio de las Artes, Santa Cruz de Tenerife, 2009-2010.
- Estancias, residencias, presencias. Una construcción particular. TEA Tenerife Espacio de las Artes, Santa Cruz de Tenerife, 2010.
- Picasso y la escultura africana. Los orígenes de Las señoritas de Avignon. TEA Tenerife Espacio de las Artes, Santa Cruz de Tenerife, 2010.
- Nueva tripulación para el Pequod. TEA Tenerife Espacio de las Artes, Santa Cruz de Tenerife, 2010.
- Et in Arcadia Ego. Paraísos cercanos. TEA Tenerife Espacio de las Artes, Santa Cruz de Tenerife, 2010.
- Si quebró el cántaro. Abuso y maltrato en la infancia. TEA Tenerife Espacio de las Artes, Santa Cruz de Tenerife, 2010-2011.
- Francisco Durrio. Sobre las huellas de Gauguin. Museo de Bellas de Artes de Bilbao, 2013.
- La piel traslúcida. Iberdrola. (Torre Iberdrola, Bilbao; Patio Herreriano, Valladolid; CentroCentro, Madrid; y Fundación Bancaja, Valencia). 2014-15.
- Figurados, figuraciones, figurantes. Estar o (tal vez) soñar. Iberdrola, Bilbao, 2015.
- ARTECIÑANA 2015, Leciñana, Valle de Mena (Burgos), 2015.
- Cristóbal Balenciaga. Museo de Arte Moderno (México DF), y Museo de la Universidad de Guadalajara, 2016-17.
- Lazkano. Ikusmira. Sala Kubo, Donostia-San Sebastián, 2016.
- VALCA. Hace ya 25 años..., Biblioteca de Sopeñano de Mena, Valle de Mena (Burgos), abril-2017; Centro de Documentación de la Imagen de Santander (CDIS), septiembre-2017; Museo de las Merindades, Medina de Pomar (Burgos), abril-2018; Museo La Encartada, Balmaseda (Bizkaia), mayo-septiembre-2018; Archivo Histórico de Euskadi, Bilbao, febrero-2019.
- La búsqueda inacabable. Colecciones privadas de arte contemporáneo en Tenerife. Colegio de Arquitectos de Tenerife, Santa Cruz, marzo-mayo, 2018.
- ART//edina. Piedra, fuego, cuna, Museo de las Merindades, Medina de Pomar, Burgos, julio-agosto-2018.
- Brisas volcánicas. Paisajes de Tenerife Landscapes, Pirámide de Arona, Tenerife, 2018.
- No eludir lo que es. Pero… ¿qué pintan aquí estos arquitectos?, Colegio Oficial de Arquitectos Vasco-Navarro. Delegación en Bizkaia. 8 de	mayo–28 de junio de 2019.
- Aitor Ortiz. Impresiones íntimas, Artegunea Fundación Kutxa, Tabacalera, Donostia-San Sebastián, noviembre-2019 a febrero-2020.
- Jorge Oteiza y Eduardo Chillida. Diálogo en los años 50 y 60, Fundación Bancaja, Valencia, noviembre-2021 a marzo-2022, y Museo San Telmo, Donostia.San Sebastián, abril a octubre-2022.
- Ausentes. José Manuel Ballester, Museo Ruso de Málaga, diciembre-2022 a junio-2023.

### Ensayos
- Adolfo Guiard. Estudio biográfico, análisis estético, Bilbao, 1984. ISBN 84-505-0180-6
- Cartas íntimas. Epistolario entre Miguel de Unamuno y los hermanos Gutiérrez Abascal, Bilbao, 1986.
- Arte en el País Vasco (en colaboración con Kosme María de Barañano y Jon Juaristi). Madrid, 1987.
- "Relámpagos en la oscuridad. Medio siglo de arquitectura en Euskadi", en Arquitectura en el País Vasco, 1937-1988, Vitoria-Gasteiz, 1989, pp. 65-83.
- Ideologías artísticas del País Vasco de 1900. Arte y política en los orígenes de la modernidad, Bilbao, 1992.
- "El Coitao. Mal llamao" (1908). Periódico artístico, literario y radical de Bilbao. Bilbao, 1995.
- "La Invención de la Pintura Vasca", en Centro y periferia en la modernización de la pintura española, Madrid, 1995, pp. 393-439.
- "Arte románico y ciencia en el País Vasco: los caminos del desencuentro", prólogo en El arte románico en Alava, Guipúzcoa y Vizcaya. Perspectivas historiográficas, Bilbao, 1996, pp. 9-14.
- "Vista de Fuenterrabía, de Luis Paret y Alcázar, y su contexto de la serie pictórica de 'vistas de la Mar Océana'. Una pintura dividida y el feliz reencuentro consigo misma", en Luis Paret Alcázar y los Puertos del País Vasco, Museo de Bellas Artes de Bilbao, 1996, pp. 27-63.
- "La imagen de Bizkaia. Arquitectura y pintura en el Palacio de la Diputación Foral de Bizkaia", en BIDEBARRIETA. Anuario de Humanidades y Ciencias Sociales, n.º 1, pp. 237-275, Bilbao, 1996.
- “Ebrios de Arte y vida. El Kurding Club de Bilbao”, en KOBIE-Bellas Artes, vol. XII, Bilbao, 1998-2001, pp. 29-45.
- “Arte vasco y compromiso político”, en Arte y Política en España 1898-1939, Granada, 2002, pp. 38-53.
- Arquitectura y escultura en la Basílica de Aránzazu. Los cambios. Vitoria-Gasteiz, 2003.
- “Regreso a la inocencia (alertada)”, en Richard Deacon. Slippery when Wet, Madrid, 2005, pp. 5-15.
- “Basílica de Aránzazu. Mito y secreto”, en Historia y Política, n.º 15, 2006/1, Madrid, 2006, pp. 147-170.
- Las exposiciones de Arte Moderno de Bilbao (1900-1910), Vitoria-Gasteiz, 2007.
- Aurelio Arteta, Fundación MAPFRE, 2008. ISBN 978-84-9844-111-6
- “Claves artísticas y políticas para una modernidad frustrada en el País Vasco, 1886-1919”, en Entre dos siglos. España 1900, Madrid, 2008, pp. 69-87.
- Adolfo Guiard. el primer artista moderno, Bilbao, Muelle de Uribitarte Editores S.L., 2009. ISBN 978-84-936045-6-1
- “La conexión vasco-catalana”, en Santiago Rusiñol, arquetipo de artista moderno, Madrid, 2009, pp. 241-268.
- “Fractura, pérdida y rehabilitación de Luis Paret y Alcázar”, en El arte del siglo de las luces, Madrid, 2010, págs. 293-313.
- Tomas Meabe, una puñalada luminosa en la sombra. Bilbao, 2011.
- “Francisco de Zurbarán y Cristóbal Balenciaga: vestuario para glorias del cielo y celebridades de la tierra”, en Santas de Zurbarán, Sevilla, 2013.
- Juan Echevarría, Madrid, 2015.
- Guerra, exilio y muerte de Aurelio Arteta (1936-1940). Punto Rojo, Sevilla, 2016. ISBN 978-84-167992-8-2.
- Cristóbal Balenciaga. Moda, política y sociedad, 1936-39 (San Sebastián y París), Real Sociedad Basongada de Amigos del País. Comisión de Álava, Vitoria-Gasteiz, 2020. ISBN 978-84-09-26454-4.

### Narrativa
- El jardín de Marte. Bilbao, 1990.
- Relatos y arrebatos. Bilbao, 1993.
- "Fragmento apócrifo del geógrafo Asklepio sobre los habitantes de la Tierra Caristía", en Los que más cuentan, Vitoria, 1995.
- “A orillas del Aretxibai”, en Bilbao, almacén de ficciones, Bilbao, 2000.
- “La balada del capitán Anacabe”, en La Isla de los Vascos, Vitoria-Gasteiz, 2003.